# Klevenhof
Klevenhof war eine Hofschaft in Haan und gehörte zur ehemaligen Gemeinde Obgruiten. Heute ist der Ort eine Wüstung.

## Lage
Der Wohnplatz lag im äußersten Osten Haans in der Nähe der Gemeindegrenze zu Wuppertal am westlichen Rand des Waldgebietes Osterholz und nördlich der Grube 10, in der Kalkstein abgebaut wurde.
Benachbarte Ortslagen waren: (In der Gemeinde Wuppertals) Osterholz, Alt-Derken, Schrotzberg und wüst gefallen Steeg. In Haan lagen benachbart: Birschels und mittlerweile auch wüst gefallen Mühlenfeld, Isenberg und Vogelsang.

## Geschichte
Zur Geschichte des Wohnplatzes ist wenig belegt, weitere Namensvarianten waren „Klevenhaus“ und „Kleeffenhauß“.
Auf der topographischen Aufnahme der Rheinlande von 1824 und der Preußischen Uraufnahme von 1843 ist der Ort noch nicht verzeichnet, erstmals ist Klevenhof auf der topographischen Karte (TK25) 1892/94 als „Clevenhof“ verzeichnet und in der Schreibweise „Klevenhof“ erstmals auf der Karte von 1927. Die Ortslage war dann bis 1968 verzeichnet, auf der Karte von 1974 ist Klevenhof nicht mehr verzeichnet und der Wohnplatz wurde geschleift.
Der Ort ist heute bewaldet, nach topographischen Karten ab 1988 sind hier drei Birnbäume als Naturdenkmal unter Schutz gestellt. Auch eine Quelle südlich der Ortslage, die einen Zufluss des Bausenberger Baches speist, ist heute als Naturdenkmal geschützt.